# Araucaria luxurians
Araucaria luxurians är en barrträdart som först beskrevs av Adolphe-Théodore Brongniart och Jean Antoine Arthur Gris, och fick sitt nu gällande namn av De Laub. Araucaria luxurians ingår i släktet Araucaria och familjen Araucariaceae. IUCN kategoriserar arten globalt som starkt hotad. Inga underarter finns listade i Catalogue of Life.

## Bildgalleri

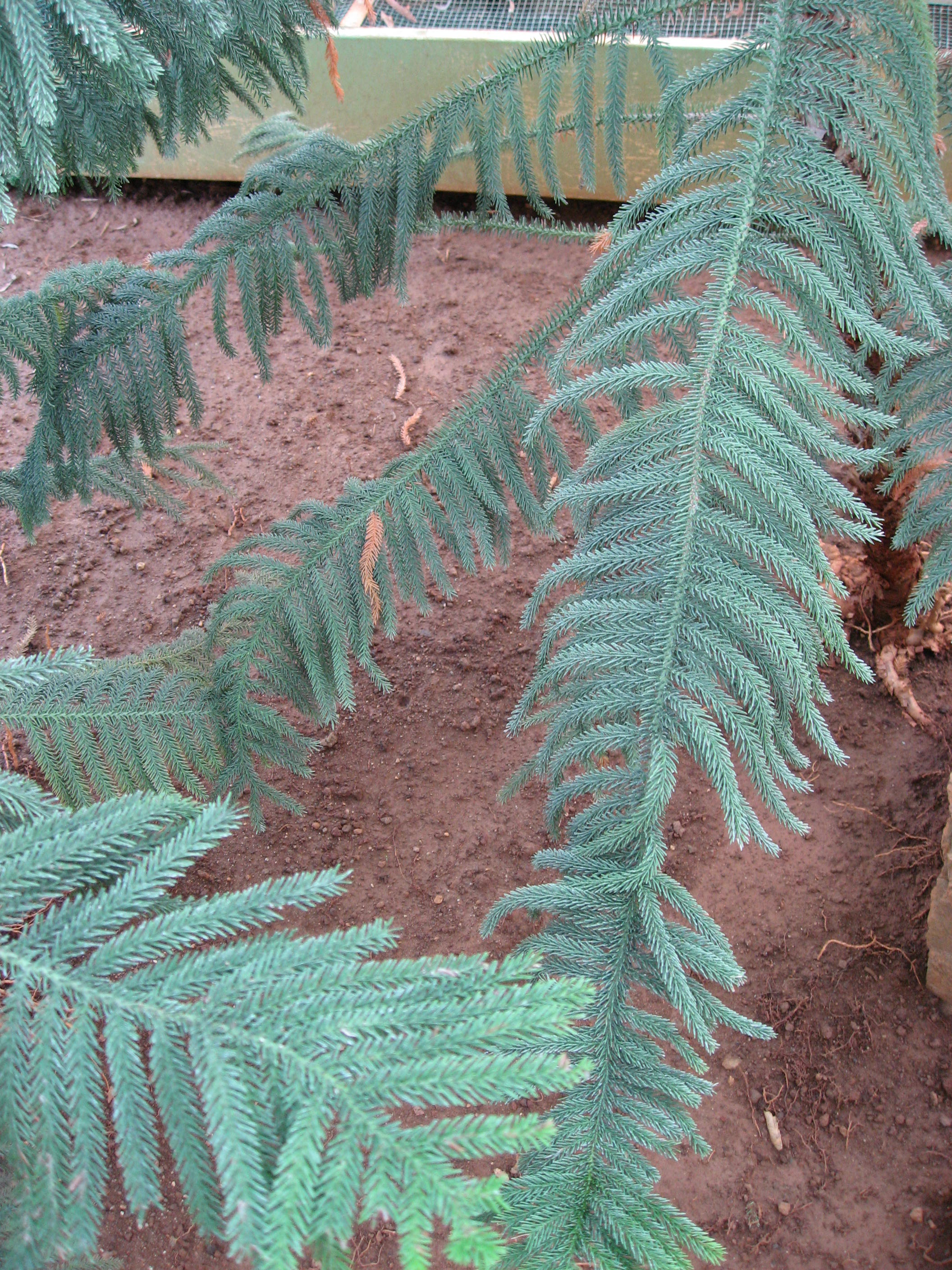
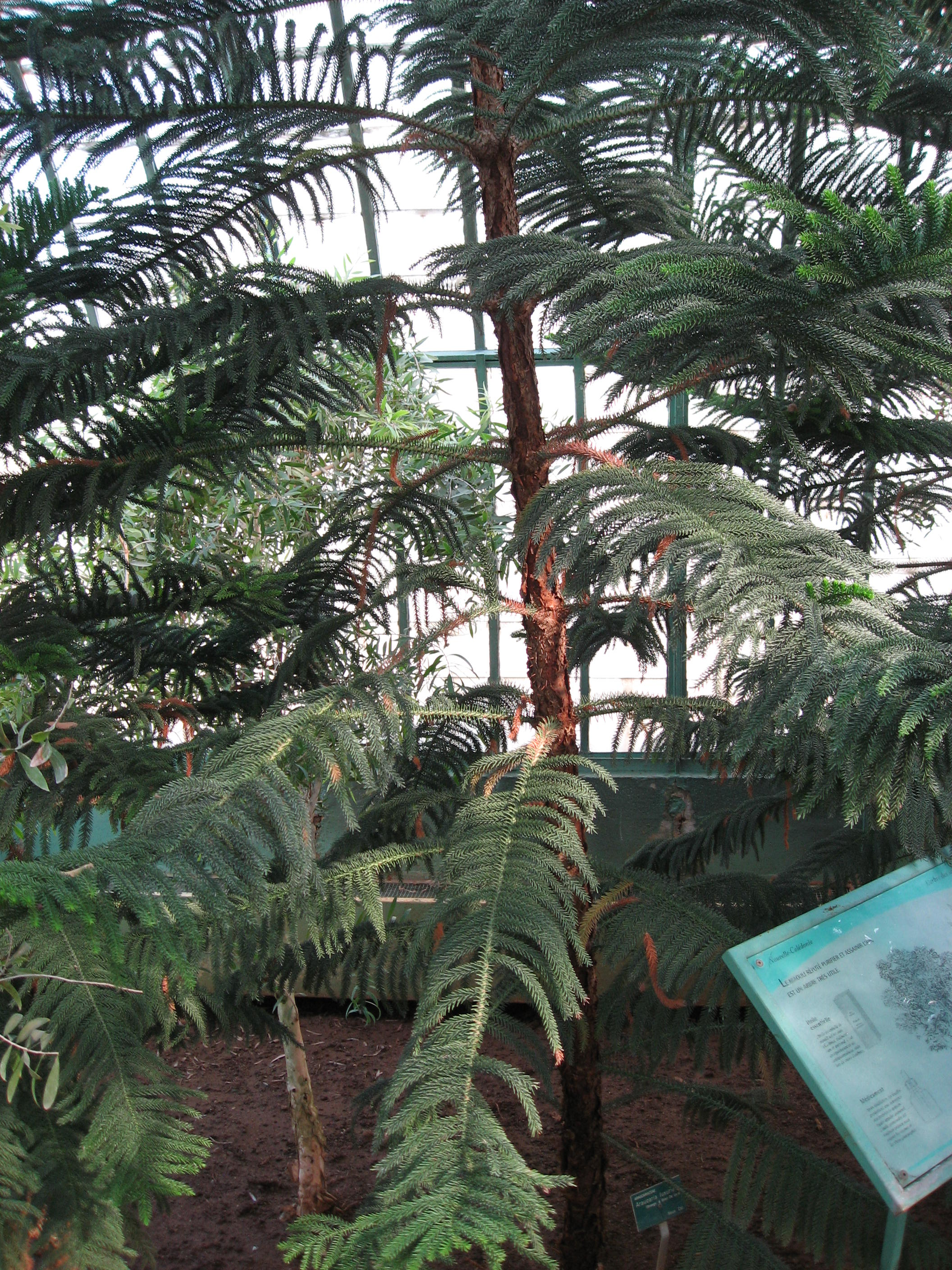
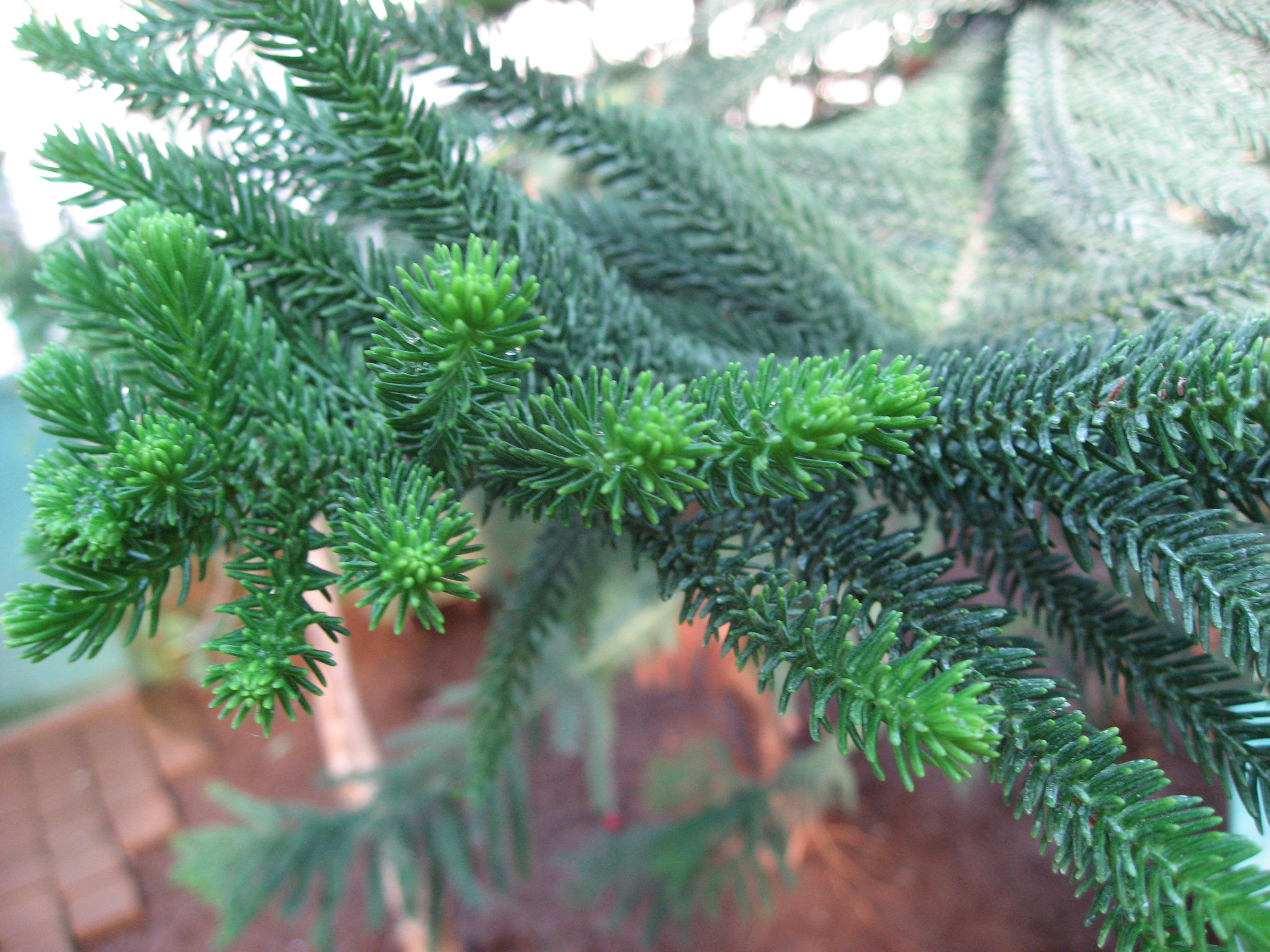
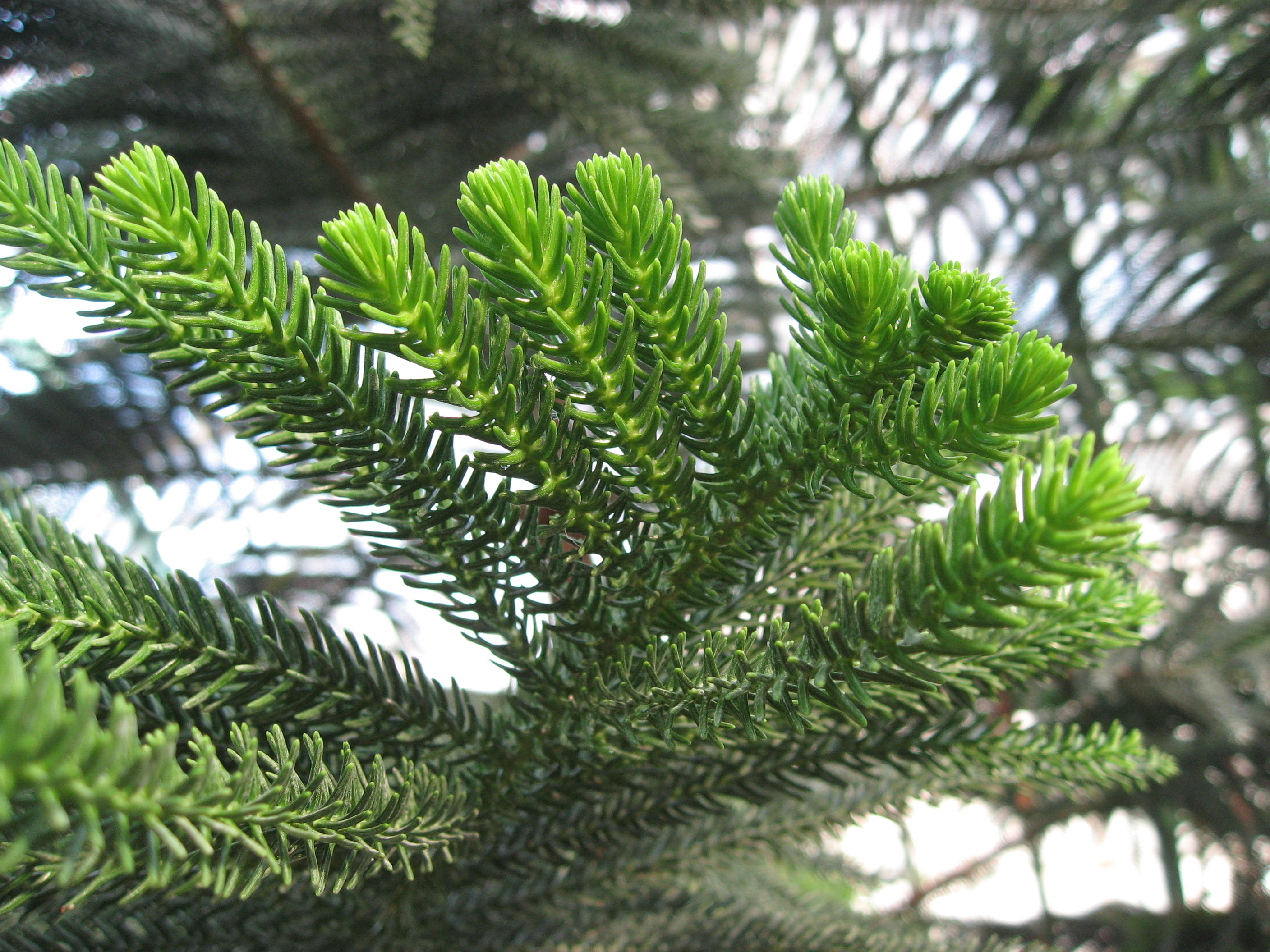
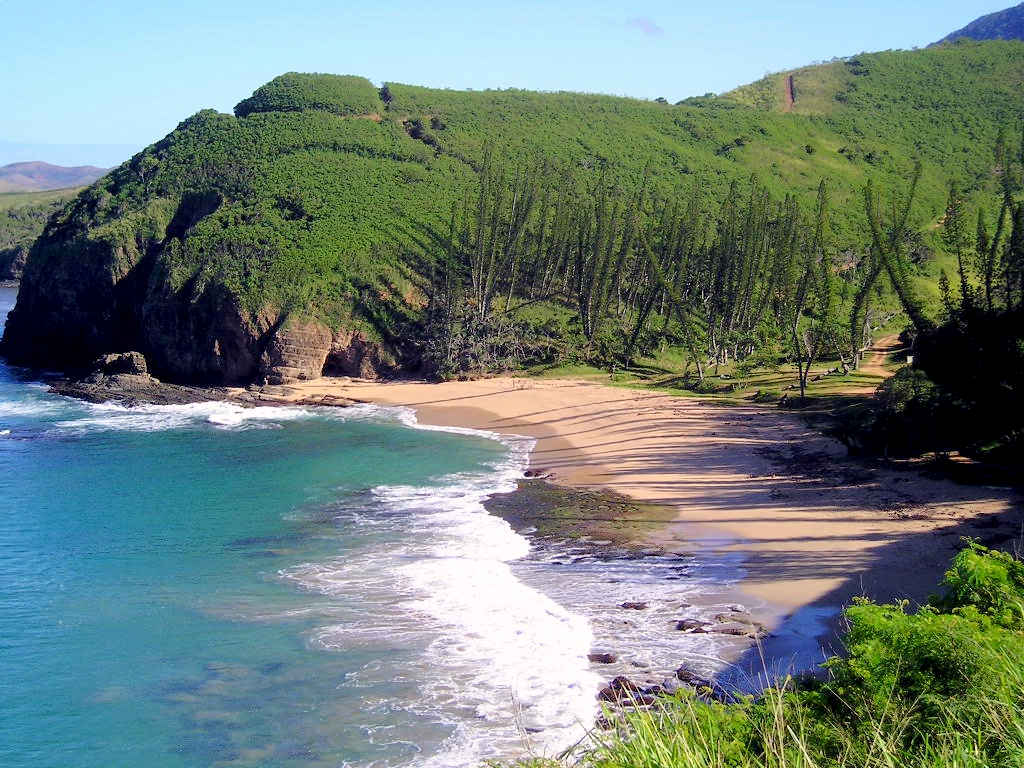
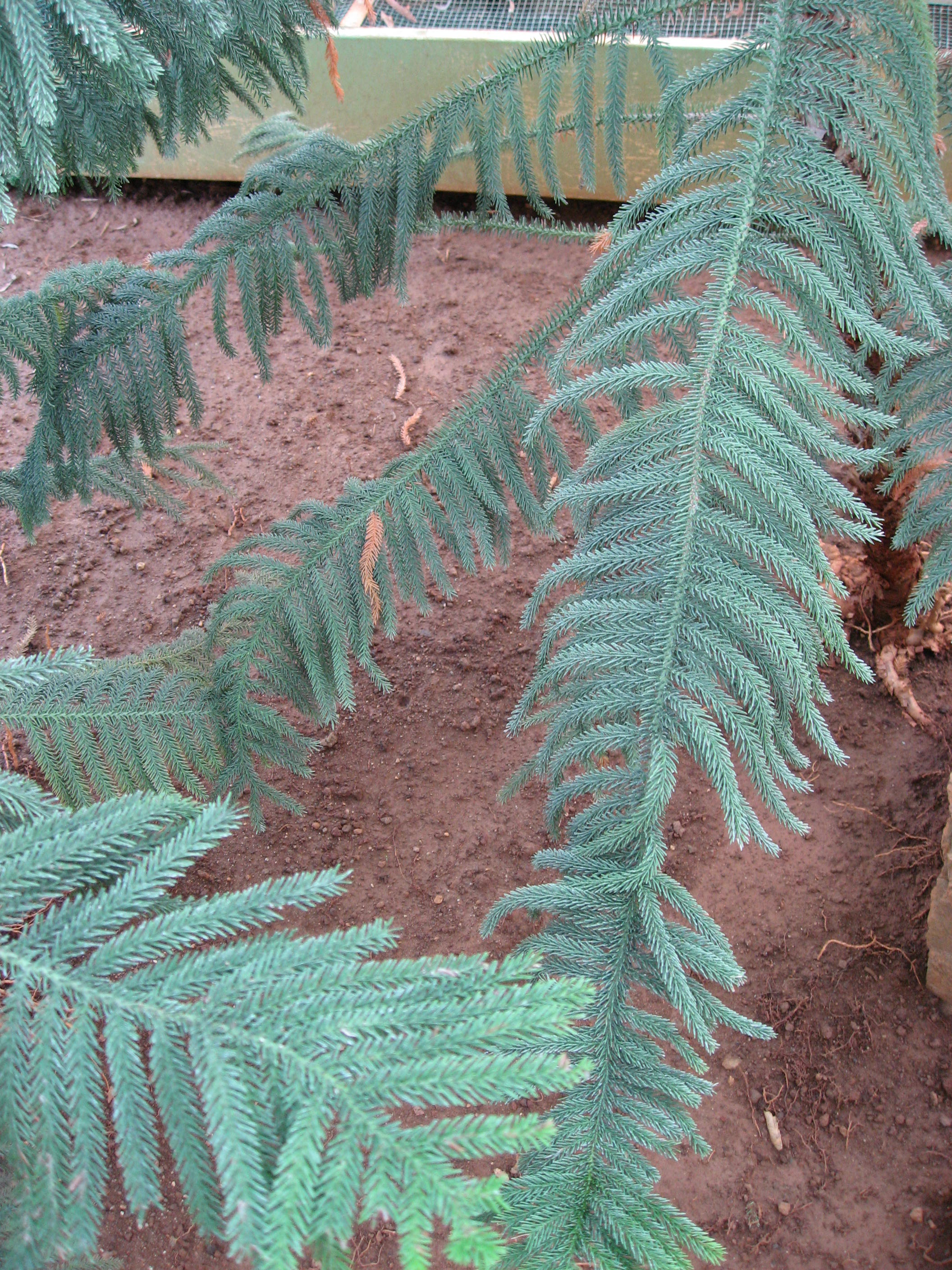